# 司徒玉蓮
司徒玉蓮（1947年—），廣東開平人，成長於香港，活躍於香港及澳門的女性商人、澳門賭業人物，業內人稱「大家姐」或「大姐大」。

## 生平
據司徒玉蓮自述，她出生於廣東開平，三歲時隨家人移居香港，最初石硤尾的木屋區，身份證件上的出生年份1947年只是父親到香港登記時所報，她並不清楚自己的真實出生年份與日期:18-19。1953年石硤尾大火後隨家人遷入石硤尾邨公屋渡過童年，初中三年級輟學。早年協助母親的白牌車生意，後從事白牌車買賣及開設財務公司，但財務公司生意因法例修改而大受影響，讓她破產。
1980年代初司徒玉蓮涉足菲律賓賭業，她的成功經營引起澳博的注意，因而認識澳博行政總裁何鴻燊。該時期又與綽號「街市偉」的商人吳文新合伙投資澳門房地產，後涉足澳門賭業。1988年在何鴻燊的支持下，創辦賭廳「鑽石廳」，開創賭廳及疊碼制度。1980年代末與吳文新分道揚鑣，1990年代曾嘗試到中國內地發展事業。
亦有投資香港房地產。
晚年往以色列受洗，皈依基督教。
2021年7月，司徒玉蓮宣佈因2019冠狀病毒疫情，結束由其營運多年鑽石娛樂場（澳博的衛星賭場，後由澳博自行接手營運）。

## 旗下公司
- 司徒國際集團[4]
- 澳門金荷花有限公司[12]

## 個人生活與家庭
據司徒玉蓮自述，其父名為司徒忠，開平人，有大學學歷，染有鴉片煙癮，家族本從事養牛、宰牛生意，後家道中落移居香港:46；其母名為鄧香，台山人，識字不多，但具生意頭腦，積極維持家計:44；她有一名兄長、一名弟弟、兩名妹妹:16。
司徒玉蓮分別於17歲及20歲有兩段婚姻，與兩任丈夫皆誕下子女。傳聞曾與生意伙伴吳文新有過戀情，更有指兩人曾結婚，但司徒玉蓮否認，表示兩人只是生意伙伴。
2010年代中期，曾因公司世紀建業的股份糾紛，向三名子女曾昭武、曾昭政、曾昭婉興訟。

## 著作
口述自傳《司徒玉蓮的紅塵誤·悟紅塵》（2020年）

## 備註
1. ↑  到澳門發展前，吳文新亦曾涉足菲律賓賭業。未知司徒玉蓮與吳文新是否在菲律賓時期已有關連。